# Rhinobatos rhinobatos
A Rhinobatos rhinobatos a porcos halak (Chondrichthyes) osztályának Rhinopristiformes rendjébe, ezen belül a hegedűrája-félék (Rhinobatidae) családjába tartozó faj.
A Rhinobatos porcos halnem típusfaja.

## Előfordulása
A Rhinobatos rhinobatos előfordulási területe az Atlanti-óceán keleti felén és a Földközi-tengerben van. A Vizcayai-öböltől Angoláig megtalálható.

## Megjelenése

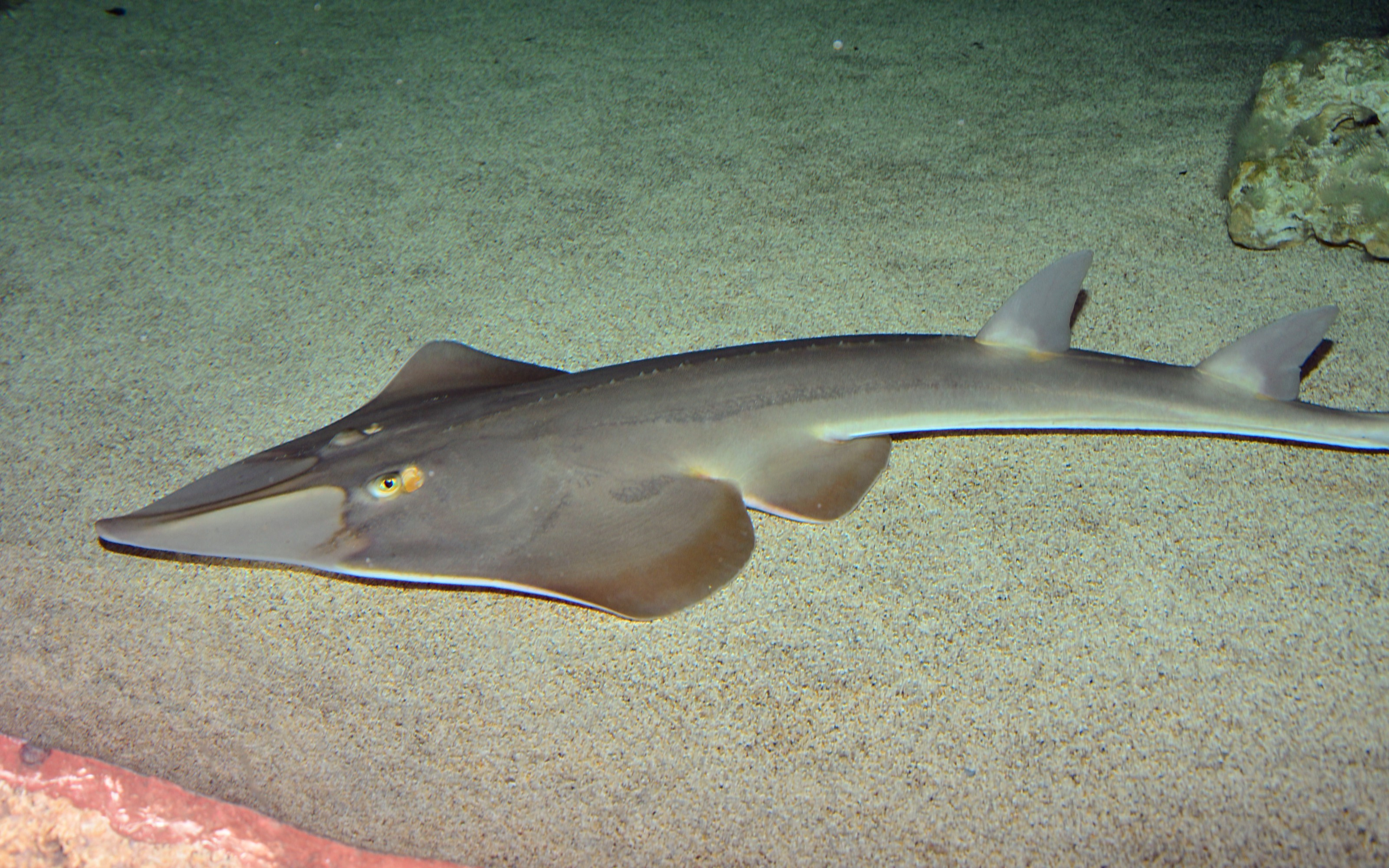
Lapos és elnyújtott testét könnyen beáshatja a homokba

Ez a hegedűrája általában 80 centiméter hosszú, azonban a 147 centiméteres hosszúságot is elérheti. A hal elnyújtott rombusz alakú és lapos. Testén és farkán, több helyen is apró tüskék láthatók. Testének háti része khaki-barna, míg hasi része fehér.

## Életmódja
Szubtrópusi, fenéklakó halfaj, amely 100 méteres mélységben is fellelhető. Egyaránt megél a sós- és brakkvízben is. Az árapálytérséget kedveli. A homokos, iszapos vagy akár a sziklás helyeken is tartózkodik. Lassú úszó; táplálékát gyakran félig elásva várja, amíg az elég közel érkezik hozzá. Tápláléka fenéklakó gerinctelenek és kisebb halak.

## Szaporodása
Álelevenszülő állat, mivel a kis ráják az anyjuk testében kelnek ki a tojásból. Egy nőstény évente 1-2 alomnak ad életet. Egy alomban 4-10 kis Rhinobatos rhinobatos van.

## Felhasználása
A Rhinobatos rhinobatosnak van ipari halászata.

## Képek

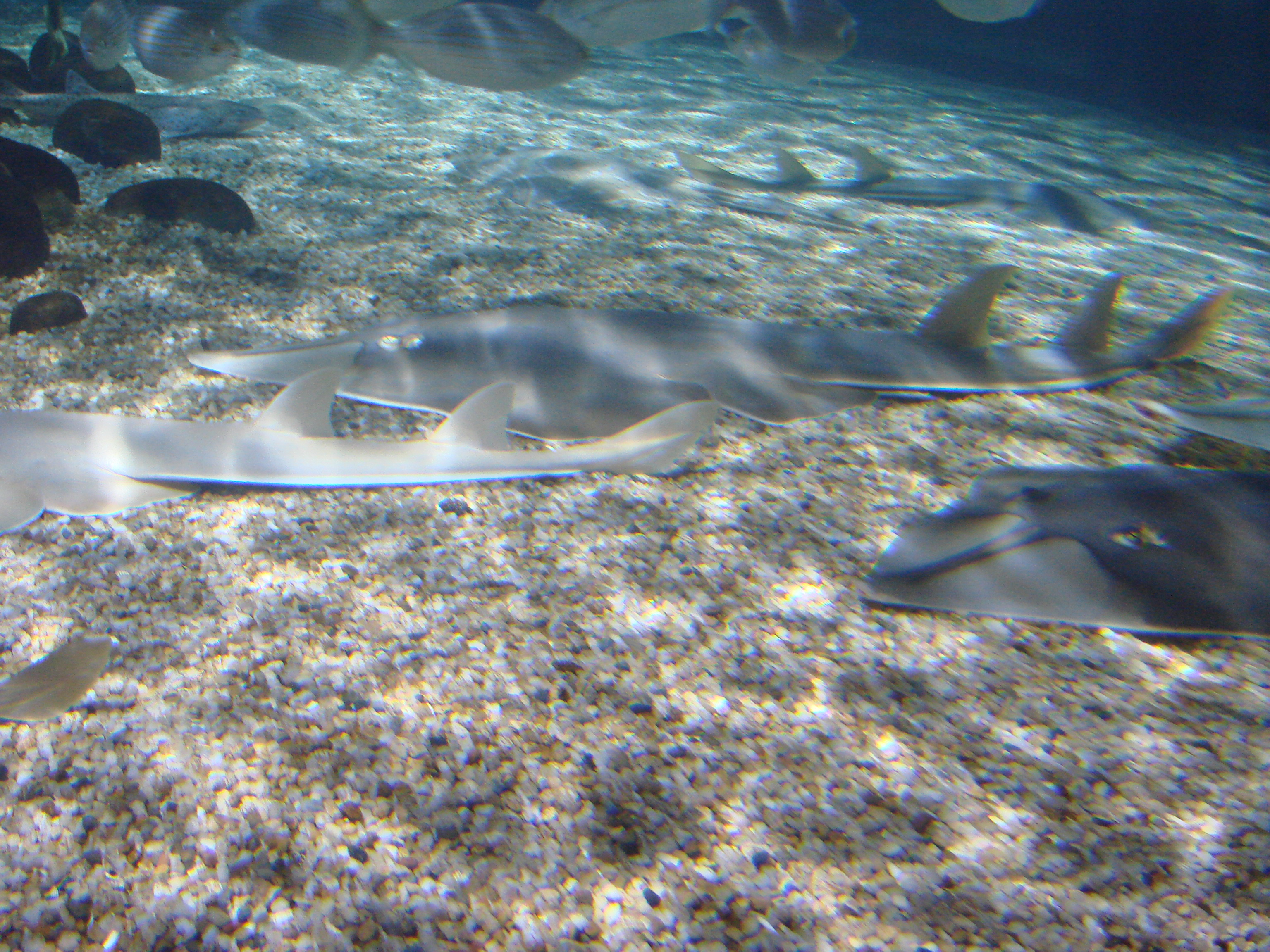
Akváriumban és
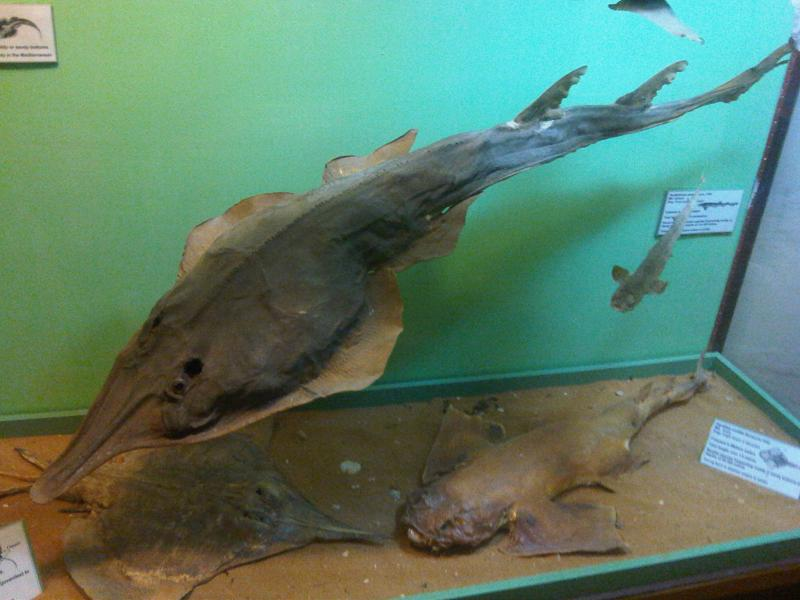
egy múzeumi példány